# جهش‌یافته‌های حساس‌به‌دما
جهش یافته‌های حساس به دما به ژن‌هایی گفته می‌شود که اجازه عملکرد عادی را به ارگانیسم مربوطه در دمای خاص فعال (دمای مجاز) می‌دهند اما در دماهای بالاتر (دمای غیرمجاز) عملکرد دیگری کمی دارند.
پروتئین موتانت در دمای مجاز فعالیت نرمال دارد و فنوتیپ آن نرمال است اما به محض بالارفتن دما به دمای مناسب پروتئین غیرجهش‌یافته، پروتئین‌های جهش‌یافته عملکرد مناسب خود را از دست می‌دهند.
جهش‌یافته‌های حساس به حرارت توسط اندی شیکمن و گروهش به منظور شناسایی و ایزوله کردن مخمرهای موتانت که در مسیر ترشحی مشکل داشتند مورد استفاده قرار گرفت. در مخمر وزیکول‌های ترشحی مواد به خصوصی را به سمت جوانه منتقل می‌کند. هر نوه جهش در این مسیر باعث مرگ سلول می‌شود. شیکمن با استفاده از این نوع جهش‌یافته‌های حساس به حرارت توانست ۲۳ ژن مربوط به مسیر ترشحی مخمر را کشف کند.